# Henry Xhrouet
Henry Xhrouet fue un escultor decorador de talento , activo en el siglo XX y nacido en Ixelles (Bruselas). Buen amigo del escultor francés  neoclásico Paul Belmondo, el padre del actor Jean-Paul Belmondo.

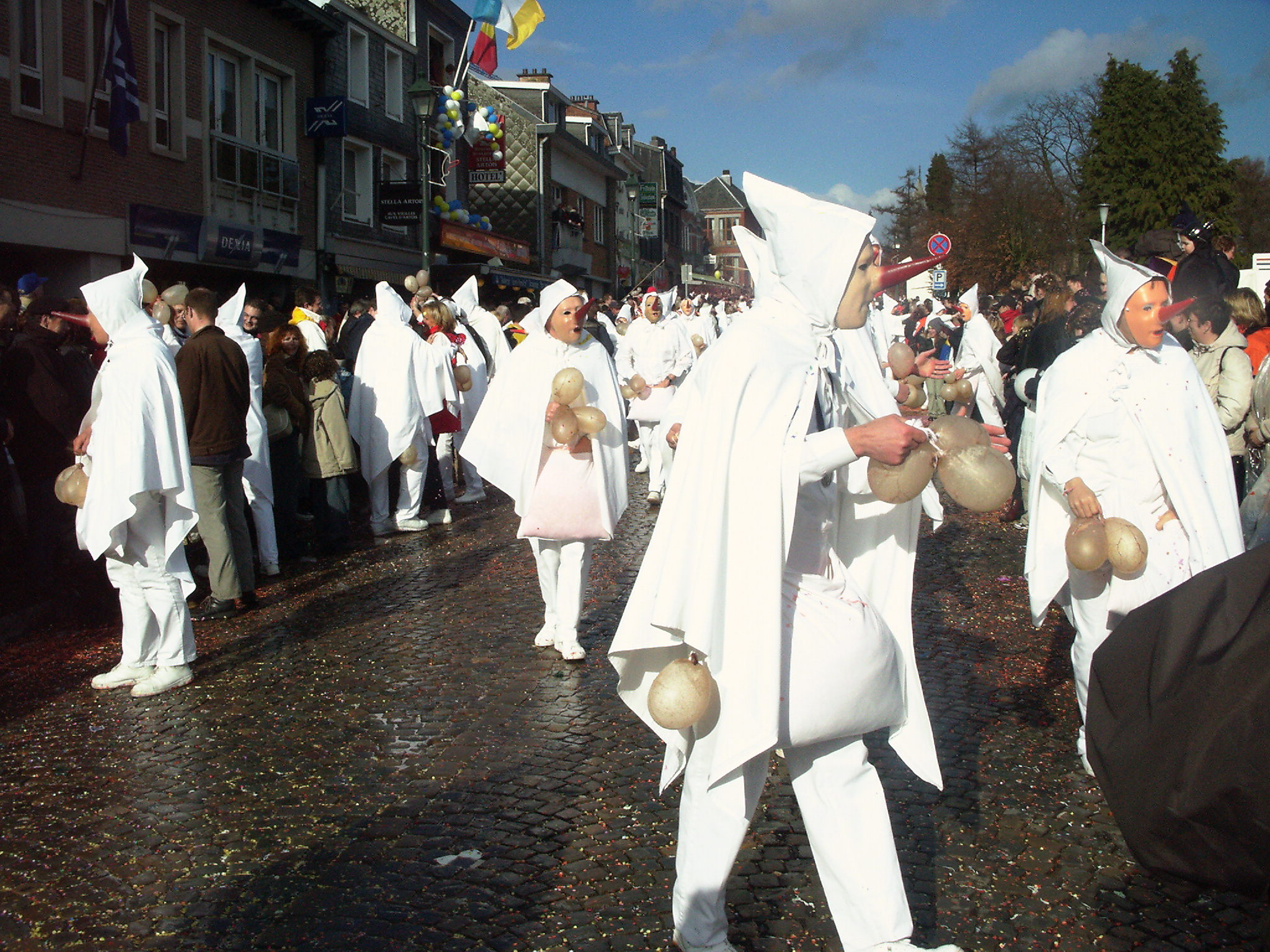
Miembros de la Hermandad de los Blancs Moussis.

## Datos biográficos
Fue presidente de la Asociación de Escultores de Bélgica. 
Su chalet-estudio en Stavelot (cerca de  Spa), en el que subsisten algunas  de sus obras, hoy en día es una casa de huéspedes en la región.  También estuvo implicado en la vida folclórica de Stavelot y fue nombrado Caballero de la Hermandad de los Blancs Moussis en 1963.